# Josh Stewart
Joshua Regnall «Josh» Stewart (Diana, Virginia Occidental, 6 de febrero de 1977) es un actor estadounidense, conocido por su papel de Holt McLaren en la serie de televisión de FX, Dirt. También apareció como Brendan Finney, en la temporada final de la serie de la NBC, Third Watch.

## Trayectoria
Nació en Diana, Virginia Occidental, hijo de Margie y Charles Regnall Stewart. Su padre era un profesor de educación física y su madre una maestra de escuela. Se graduó en la Universidad de Virginia Occidental con un título en Mercadotecnia.
Stewart inició su carrera haciendo teatro local y finalmente se mudó a Nueva York para continuar en los estudios de T. Schreiber. Fue miembro de la compañía de teatro de la calle 13. Continuó su carrera teatral en Los Ángeles junto a Robert Forster y Brooke Shields. Stewart apareció en un episodio de CSI «Bad to the Bone», que se emitió el 1 de abril de 2004. También apareció en un comercial de pantalones Levi's 501.
Realizó su debut cinematográfico en El curioso caso de Benjamin Button como compañero de Benjamin en la tripulación.
Aparece en la serie televisiva Mentes criminales por primera vez en la segunda temporada interpretando a William LaMontagne Jr., pareja de la agente especial Jennifer «J.J.» Jareau, y es un personaje recurrente en la saga.
En 2012 apareció en The Dark Knight Rises como un mercenario llamado Barsad. Actualmente interpreta el papel de Solotov en la serie Shooter.
En 2018 actuó como Gerald Rainier, padre de Elise Rainier en La Noche Del Demonio, capítulo 4.
Su esposa dio a luz su primer hijo en el año 2008, una niña llamada Justine Ryan y en 2010 dio a luz un niño llamado Jacob Rio. Le gusta el snowboard y el boxeo, tiene dos hermanos y una hermana adoptada llamada Sara.

## Filmografía

### Cine
| Año  | Título                             | Personaje           | Notas                    |
| ---- | ---------------------------------- | ------------------- | ------------------------ |
| 2006 | Lenexa, 1 Mile                     | T.J. Ketting        |                          |
| 2007 | Bobby Z                            | Monk                |                          |
| 2007 | Jekyll                             | Tommy               |                          |
| 2008 | The Haunting of Molly Hartley      | Mr. Draper          |                          |
| 2008 | El curioso caso de Benjamin Button | Pleasant Curtis     |                          |
| 2009 | The Collector                      | Arkin               |                          |
| 2009 | Un ciudadano ejemplar              | Rupert Ames         |                          |
| 2010 | Beneath the Dark                   | Paul                |                          |
| 2011 | Rehab                              | Aaron McCreary/Carl |                          |
| 2012 | The Dark Knight Rises              | Barsad              |                          |
| 2012 | The Collection                     | Arkin               | Secuela de The Collector |
| 2013 | Event 15                           | Oldsman             |                          |
| 2013 | The Hunted                         | Jake                |                          |
| 2014 | Transcendence                      | Blind               |                          |
| 2014 | Interstellar                       | CASE                | Voz.                     |
| 2016 | The Finest Hours                   | Tchuda Southerland  |                          |
| 2018 | Insidious: The Last Key            | Gerald Rainier      |                          |
| 2019 | The Mustang                        | Dan                 |                          |
| 2020 | El colector 3                      | Arkin               | rodaje finalizado.       |

### Televisión
| Año       | Título                            | Personaje               | Notas                              |
| --------- | --------------------------------- | ----------------------- | ---------------------------------- |
| 2003      | Then Came Jones                   | Bill Jenkins            | Telefilm                           |
| 2004      | C.S.I.                            | Sean Cleary             | Temporada 4, Capítulo 18           |
| 2004-2005 | Third Watch                       | Agente Brendan Finney   | 5 capítulos (Temporada 6)          |
| 2007-2014 | Mentes criminales                 | William LaMontagne Jr.  | 13 capítulos (Temporada 2-5,7-9)   |
| 2007-2008 | Dirt                              | Holt McLaren            | 5 capítulos (Temporada 2)          |
| 2008      | ER                                | Daniel                  | Temporada 14, Capítulo 17          |
| 2008      | Raising the Bar                   | Dan Denton              | Temporada 1, Capítulo 6            |
| 2009      | CSI: Miami                        | Colin Astor             | Temporada 7, Capítulo 14           |
| 2009      | Southland                         | Vid Holmes              | Temporada 1, Capítulo 1            |
| 2009      | El mentalista                     | Harlan McAdoo           | Temporada 2, Capítulo 2            |
| 2010      | Almas perdidas                    | Robert Wharton          | Temporada 5, Capítulo 13           |
| 2010      | Miami Medical                     | Elroy                   | Temporada 1, Capítulo 8            |
| 2010-2011 | No Ordinary Family                | The Watcher/Joshua/Will | Temporada 1, Cinco capítulos 20-25 |
| 2012      | The Walking Dead:Cold Storage     | Chase                   | 4 webisodios / Serie Web.          |
| 2012      | Grimm                             | Bill Granger            | Temporada 2, Capítulo 7            |
| 2017      | Shooter                           | Solotov                 | Temporada 2, Capítulo 1-8          |
| 2019      | The Punisher                      | John Pilgrim            | Temporada 2.                       |
| 2021      | The Roockie (serie de televisión) | Hombre Bomba            | Temporada 3, Capítulo 5            |